# Lacus Felicitatis
El Lacus Felicitatis (expressió en llatí que significa "Llac de la Felicitat") és una petita zona de la superfície lunar que ha estat inundada per fluxos de lava, deixant una superfície anivellada amb una albedo menor que el sòl circumdant. Està situat en Terra Nivium, una àrea de terreny continental situada al nord de la Mare Vaporum. Aproximadament 70-80 km al nord-est d'aquesta àrea es troben els Montes Haemus, en el bord sud-oest de la Mare Serenitatis.
Té una extensió màxima de 90 km. De forma resumida, pot dir-se que té forma de "L", amb una ala al nord-oest i una altra a l'est. La vora és una mica desigual, i està envoltat per la rugosa superfície lunar.

## Cràters associats
La UAI li ha assignat tres petits cràters en el seu interior, que s'enumeren a continuació:
| Cràter | Coordenades                        | Diàmetre | Origen del nom         |
| ------ | ---------------------------------- | -------- | ---------------------- |
| Dag    | 18° 42′ N, 5° 18′ E / 18.7°N,5.3°E | 0.5 km   | Nom masculí escandinau |
| Ina    | 18° 36′ N, 5° 18′ E / 18.6°N,5.3°E | 3 km     | Nom femení en llatí    |
| Osama  | 18° 36′ N, 5° 12′ E / 18.6°N,5.2°E | 0.5 km   | Nom masculí àrab       |

Ina és una depressió semicircular que té només uns 30 m de profunditat i és difícil d'observar des de la Terra.
El novembre de 2006 es va suggerir que Ina podria ser el resultat d'una erupció de gas esdevinguda en els últims 10 milions d'anys.
|  |  |  |

### Altres referències
- Wood, Chuck. «L99 Captured!».  Lunar Photo of the Day, 27-09-2006. [Consulta: 27 setembre de 2006].
- Philips, Tony. «Is the Moon Still Alive? Arxivat 2015-04-19 a Wayback Machine.».  NASA, 09-11-2006. [Consulta: 20 d'abril de 2007].